# Transilvania Filharmónia
A kolozsvári Transilvania Filharmónia (hivatalos román neve Filarmonica de Stat Transilvania din Cluj azaz Kolozsvári Transilvania Állami Filharmónia) a város 1955-ben alakult komolyzenei intézménye, amely szimfonikus zenekart, kórust, kamarazenekart és vonósnégyest működtet, illetve 1965 óta szervezi a Kolozsvári Zenei Ősz fesztivált.

## Története
Az intézmény 1955. szeptember 1-jén alakult a Minisztertanács augusztus 15-i 1764. számú rendeletével, Antonin Ciolan vezetésével. A szimfonikus zenekarnak 67, a népi zenekarnak 25 zenész felvételét engedélyezték. 1956-ban alakult a Napoca vonósnégyes, 1967-ben a Pro Camera vonósnégyes, 1971-ben a Concordia vonósnégyes, 1985-ben pedig a Transilvan vonósnégyes. A kamarazenekar 1966. januárban jött létre, és első hangversenyét 1966. február 16-án tartotta Ruha István fellépésével. Az énekkar megszervezésére már 1960-tól kezdve voltak próbálkozások, de csak 1972 őszén jött létre. 1968-ban Cornel Țăranu kezdeményezésére alakult meg az Ars Nova együttes, amely kizárólag 20. századi zeneműveket játszott, ezt 1970-ben követte a barokk zenére specializálódott Ars Antiqua együttes.
1965 óta egy kivétellel minden évben megrendezte a Kolozsvári Zenei Őszt, amely az ország második legfontosabb komolyzenei fesztiválja.
Az intézmény igazgatói Antonin Ciolan karmester, Sigismund Toduţă zeneszerző, Dumitru Mircea író, Rodica Liana Pop muzikológus, Radu Grecu hegedűművész, Adrian Pop zeneszerző, George Dudea hegedűművész, Emil Simon karmester, Denisa Piteiu menedzser és Dorina Mangra hegedűművész voltak; a tisztséget 2017-től 2020-ban bekövetkezett haláláig Marius Tabacu műfordító, televíziós filmrendező, zongorista töltötte be.

## Székhelye

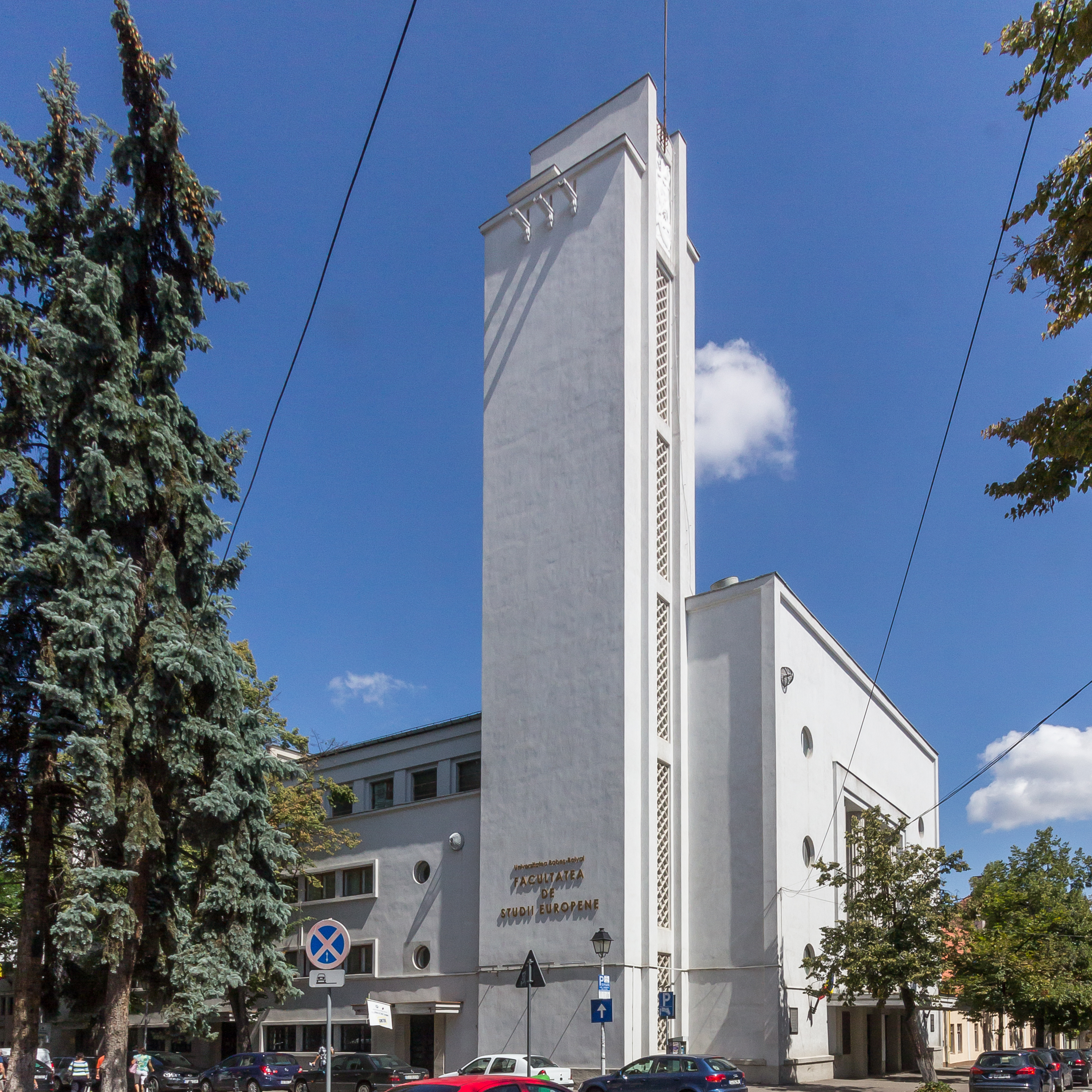
Egyetemiek Háza

Az intézmény székhelye kezdetben a Zeneszerzőszövetség épületében volt, utána a Bocskai téren (akkor Piaţa Malinovski), és 1961-ben költözött az  Egyetemiek Házába.
Az előadásokat 1955 és 2002 között az Egyetemiek Háza hangversenytermében tartották. Ekkor azonban az épület felújítása miatt ki kellett költözniük, és a tulajdonos egyetemmel folytatott anyagi jellegű viták miatt évekig nem költözhettek vissza. Az előadásokat a Béke téri Diákművelődési Házban tartották, amely azonban túl szűknek bizonyult. Tervezték egy különálló kulturális  központ építését a Magyar utcában, és szóba jött a sétatéri kaszinó épületének átalakítása a filharmónia céljára, de egyik terv sem valósult meg. Az intézmény végül 2012-ben tért vissza a hangversenyekkel az Egyetemiek Házába, de az adminisztráció a Diákművelődési Házban maradt. 2019-ben döntés született egy kulturális központ felépítéséről, amely többek között a filharmóniának is helyet fog biztosítani; az épületnek két év alatt kell elkészülnie.

## Tevékenysége

### Szimfonikus zenekar
Az első évtized alatt a zenekar - amely kezdetben az Állami Magyar Opera és Román Opera zenészeiből alakult, a helyi Zeneakadémia legtehetségesebb végzőseivel töltődött fel, és kialakítva saját állandó repertoárját, a város kulturális életének megkerülhetetlen szereplőjévé vált, emellett miniévadokat tartottak Déván, Vajdahunyadon és Tordán. Első nemzetközi bemutatkozására 1964-ben került sor Jugoszláviában, majd 1966-ban a Szovjetunióban turnéztak. 1970-ben egy olaszországi Beethoven-fesztiválon szerepeltek, ezt követően pedig rendszeresen kaptak nemzetközi meghívásokat, fellépve Lengyelország, Magyarország, Bulgária, Csehszlovákia, az NDK, NSZK, Ausztria, Hollandia, Svájc, Olaszország, Spanyolország, Franciaország előadótermeiben. Az 1980-as években a zenekar nemzetközi jelenléte visszaszorult a kommunista rendszer elszigetelésre törekvő kultúrpolitikája következtében. A rendszerváltást követően a zenekarnak sikerült újraépítenie nemzetközi kapcsolatait és hírnevét.
Állandó repertoárjában leginkább romantikus és klasszikus zeneszerzők szerepelnek, de számos kortárs művet is bemutattak. Noha a zenekar elsődlegesen szimfonikus műveket ad elő, műsorában operák is szerepelnek. Kiemelkedő ezek közül George Enescu Oedipe című operája, amelyet a zeneszerző születésének 100. évfordulójára adtak elő Luzernben, a szatmárnémeti filharmonikus zenekar zenészeivel együtt.
2000-ben a zenekar a Deep Purple együttessel európai turnén vett részt, ahol Paul Mann karmester vezényletével Jon Lord rockzenekarra és zenekarra írt versenyművét adták elő.

## Állandó közreműködői
- Karmesterek: Antonin Ciolan, Gheorghe Vintilă, Emil Simon, Mircea Cristescu(wd), Emanuel Elenescu(wd), Erich Bergel, Cristian Mandeal(wd),[1] Nicolae Moldoveanu, Mihail Agafiţa,[13] a 2016/17-es évadtól Gabriel Bebeșelea[17]
- Karnagyok: Dorin Pop, Florentin Mihăescu, Cornel Groza[1]
- Szólisták: Ruha István (hegedű), Halmos György (zongora), Dumitru Pop (fuvola)[1]

## Diszkográfia
Az évek során az együttes több mint 150 lemezfelvételt készített, elsősorban az Electrecordnál. A külön hivatkozással nem jelzett soroknál a forrás: discogs.com és rateyourmusic.com/
| Zeneszerző                               | Cím | Karmester                   | Szólista                                            | Kiadó                      | Év             |
| ---------------------------------------- | --- | --------------------------- | --------------------------------------------------- | -------------------------- | -------------- |
| Niccolò Paganini                         | 1. hegedűverseny | Stanislav Wislocki          | Ruha István                                         | Electrecord                | 1963           |
| Aurel Stroe Cornel Țăranu Doru Popovici  | Börleszk nyitány Szekvencia vonószenekarra Verseny zenekarra                                                            | Mircea Cristescu            |                                                     | Electrecord                | 1963           |
| Johannes Brahms                          | 4. e-moll szimfónia op. 98.                                                                                             | Mircea Cristescu            |                                                     | Electrecord                | 1966           |
| Wolfgang Amadeus Mozart                  | 20. d-moll zongoraverseny K.V. 466                                                                                      | Emil Simon                  | Friedrich Gulda                                     | Electrecord                | 1967           |
| Wolfgang Amadeus Mozart J. S. Bach       | 27. B-dúr zongoraverseny Rondó / Bourrée                                                                                | Emil Simon                  | Friedrich Gulda                                     | Electrecord                | 1967           |
| Johannes Brahms                          | 1. c-moll szimfónia op. 68.                                                                                             | Antonin Ciolan              |                                                     | Electrecord                | 1968           |
| Sigismund Toduţă                         | Verseny vonószenekarra Adagio csellóra és zongorára Szonatina és passacaglia zongorára                                  | Emil Simon                  | Radu Aldulescu Albert Guttman Ninuca Oșanu          | Electrecord                | 1969           |
| Alfred Alessandrescu                     | Acteon Énekek szopránra és zenekarra                                                                                    | Emil Simon                  | Teodora Lucaciu                                     | Electrecord                | 1971           |
| Csíky Boldizsár                          | Két zenekari darab | Emil Simon                  |                                                     | Electrecord                | 1972           |
| George Stephănescu                       | A-dúr szimfónia | Emil Simon                  |                                                     | Electrecord                | 1973           |
| Sigismund Toduţă                         | Miorița oratórium | Emil Simon                  | Emilia Petrescu, Martha Kessler, Valentin Teodorian | Electrecord                | 1974           |
| Dinu Lipatti                             | A sátorosok, szimfonikus szvit Versenyszimfónia két zongorára és zenekarra                                              | Emil Simon                  | Sofia Cosma és Corneliu Gheorghiu                   | Electrecord                | 1976           |
| Wolfgang Amadeus Mozart                  | 4. D-dúr hegedűverseny 2. D-dúr fuvolaverseny                                                                           | Emil Simon                  | n.a.                                                | Electrecord                | 1976           |
| Ny. A. Rimszkij-Korszakov                | Seherezáde szimfonikus szvit                                                                                            | Emil Simon                  | Ruha István                                         | Electrecord                | 1977           |
|                                          | Romániai szuvenír | Emil Simon                  |                                                     | Electrecord                | 1977           |
| Sigismund Toduță                         | 5. szimfónia 2. vonószenekari verseny                                                                                   | Emil Simon                  |                                                     | Electrecord                | 1977 vagy 1978 |
| Charles Gounod                           | 2. Esz-dúr szimfónia | Jean-Louis Petit            |                                                     | Arion                      | 1979           |
| Cornel Țăranu                            | 2. szimfónia Girlandok Ofrande II                                                                                       | Emil Simon                  | Cornel Țăranu, Alexandru Poduțiu                    | Electrecord                | 1981           |
|                                          | Híres nyitányok | Cristian Mandeal            |                                                     | Electrecord                | 1982           |
| Anton Bruckner                           | 4. "Romantikus" H-dúr szimfónia                                                                                         | Cristian Mandeal            |                                                     | Electrecord                | 1983           |
| Johannes Brahms                          | 4. h-moll szimfónia op. 68.                                                                                             | Mircea Cristescu            |                                                     | Electrecord                | 1984           |
| Anton Bruckner                           | 2. és 3. szimfónia | Cristian Mandeal            |                                                     | Electrecord                | 1984           |
| Ludwig van Beethoven                     | 4. zongoraverseny Fantázia zongorára, kórusra és zenekarra                                                              | Emil Simon                  | Valentin Gheorghiu                                  | Electrecord                | 1985           |
| Sigismund Toduţă                         | Verseny fúvósokra és ütőhangszerekre 4. verseny vonósokra és orgonára                                                   | Emil Simon Szalman Lóránt   | Kozma Mátyás                                        | Electrecord                | 1985           |
| Max Reger Johannes Brahms                | Variációk egy Mozart-témára Variációk egy Haydn-témára                                                                  | Cristian Mandeal            |                                                     | Electrecord                | 1986           |
| Robert Schumann                          | a-moll zongoraverseny op. 54.                                                                                           | Emil Simon                  | Valentin Gheorghiu                                  | Electrecord                | 1986           |
| Joseph Haydn Robert Schumann             | Esz-dúr verseny két kürtre és zenekarra F-dúr versenydarab négy kürtre és zenekarra                                     | Cristian Mandeal            |                                                     | Electrecord                | 1987           |
| Anton Bruckner                           | 7. E-dúr szimfónia | Cristian Mandeal            |                                                     | Electrecord                | 1987 vagy 1990 |
| Ludwig van Beethoven                     | 5. Esz-dúr zongoraverseny                                                                                               | Cristian Mandeal            | Valentin Gheorghiu                                  | Electrecord                | 1987           |
| Edvard Grieg                             | a-moll zongoraverseny op. 16                                                                                            | Cristian Mandeal            | Valentin Gheorghiu                                  | Electrecord                | 1987           |
| Anton Bruckner                           | 1. c-moll szimfónia | Cristian Mandeal            |                                                     | Electrecord                | 1987           |
| Sergey Rachmaninov                       | 2. c-moll zongoraverseny                                                                                                | Cristian Mandeal            | Valentin Gheorghiu                                  | Electrecord                | 1987           |
| Wolfgang Amadeus Mozart                  | 20. d-moll zongoraverseny K.V. 466                                                                                      | Cristian Mandeal            | Valentin Gheorghiu                                  | Electrecord                | 1987           |
| Anton Bruckner                           | 8. c-moll szimfónia | Cristian Mandeal            |                                                     | Electrecord                | 1988           |
| Edvard Grieg                             | Zongoraverseny | Emil Simon                  | Dan Grigore                                         | Electrecord                | 1988           |
| Robert Schumann                          | a-moll zongoraverseny op. 54.                                                                                           | Cristian Mandeal            | Dan Grigore                                         | Electrecord                | 1988           |
| Frédéric Chopin                          | 1. e-moll zongoraverseny op. 11.                                                                                        | Emil Simon                  | Valentin Gheorghiu                                  | Electrecord                | 1988           |
| Ludwig van Beethoven                     | 5. zongoraverseny | Emil Simon                  | Dan Grigore                                         | Electrecord                | 1988           |
| Anton Bruckner                           | 2. és 6. szimfónia | Cristian Mandeal            |                                                     | Electrecord                | 1988           |
| George Enescu                            | 3. szimfónia Kamaraszimfónia 12 szólóhangszerre op. 33.                                                                 | Ion Baciu                   |                                                     | Electrecord                | 1988           |
| Robert Schumann                          | XI. George Enescu Nemzetközi Fesztivál, (Bukarest, 1988. szeptember 16–26.)                                             | Cem Mansur                  |                                                     | Electrecord                | 1988           |
| Pjotr Iljics Csajkovszkij                | 1. zongoraverseny | Cristian Mandeal            | Dan Grigore                                         | Electrecord                | 1988           |
| Paul Constantinescu Valentin Gheorghiu   | Zongoraversenyek | Emil Simon                  | Valentin Gheorghiu                                  | Electrecord                | 1989           |
| Cornel Țăranu                            | 3. és 4. szimfónia | Bács Lajos Cristian Mandeal |                                                     | Electrecord                | 1990           |
| Johann Sebastian Bach                    | A fúga művészete | Erich Bergel                |                                                     | Bouvard & Pécuchet Records | 1992           |
| Stellan Sagvik                           | Fyra filmer förkester                                                                                                   | Mika Eichenholz             |                                                     | Nosag                      | 1995           |
| Johannes Brahms                          | 1. d-moll zongoraverseny op. 15. Intermezzók zongorára op. 116. és 118.                                                 | Cristian Mandeal            | Valentin Gheorghiu                                  | Electrecord                | 1996           |
| Jorge Peixinho                           | Verseny szaxofonra és zenekarra Sax Blue Passage intérieur Fantasia-Impromptu                                           | Emil Simon                  | Daniel Kientzy, Mihail Virtosu                      |                            | 1996           |
| Johann Sebastian Bach                    | A fúga művészete | Erich Bergel                |                                                     | Budapest Music Center      | 1998           |
| Johannes Brahms                          | Négy szimfónia | Erich Bergel                |                                                     | Budapest Music Center      | 2002           |
| Stellan Sagvik                           | landskap | Stellan Sagvik              |                                                     | Nosag                      | 2006           |
| Pjotr Iljics Csajkovszkij                | 5. e-moll szimfónia op. 64.                                                                                             | Antonin Ciolan              |                                                     | Electrecord                | n.a.           |
| Johannes Brahms                          | 2. D-dúr szimfónia op. 73.                                                                                              | Emil Simon                  |                                                     | Electrecord                | n.a.           |
| Wolfgang Amadeus Mozart                  | 10. zongoraverseny KV 365 22. zongoraverseny KV 482                                                                     | Emil Simon                  | n.a.                                                | Electrecord                | n.a.           |
| Márkos Albert Demián Vilmos              | Versenyszimfónia fúvósötösre, két vonószenekarra és ütőhangszerekre Verseny oboákra és zenekarra                        | Mircea Cristescu            | Paul Popescu és Szövérdi Márton                     | Electrecord                | n.a.           |
| Johannes Brahms                          | D-dúr hegedűverseny | Emil Simon                  | Ruha István                                         | Electrecord                | n.a.           |
| Carl Ditters von Dittersdorf             | A-dúr verseny csembalóra és vonósokra G-dúr verseny oboára és vonósokra e-moll verseny fuvolára és vonósokra            | Mircea Cristescu            | Botár Katalin Liviu Vîrcol Gavril Costea            | Electrecord                | n.a.           |
| Pjotr Iljics Csajkovszkij Georges Bizet  | Rómeó és Júlia nyitány Az arles-i lány szvit                                                                            | Emil Simon                  |                                                     | Electrecord                | n.a.           |
| Richard Wagner                           | Tannhäuser: nyitány A nürnbergi mesterdalnokok: nyitány Trisztán és Izolda: prelúdium Trisztán és Izolda: Izolda halála | Emil Simon                  | Magdalena Cononovici                                | Electrecord                | n.a.           |
| Constantin Silvestri Paul Constantinescu | Hegedűverseny Három darab vonószenekarra; Prelúdium és fúga                                                             | Mircea Cristescu            | Ruha István                                         | Electrecord                | n.a.           |